# Tommi Nordberg
Tommi Kari Juhani Nordberg (* 16. Februar 1971 in Helsinki) ist ein ehemaliger finnischer Basketballspieler.

## Laufbahn
Nordberg spielte ab 1988 für Helsingin NMKY in der ersten finnischen Liga, Korisliiga. In seinem ersten Spieljahr wurde er mit der Hauptstadtmannschaft finnischer Meister, der 1,83 Meter messende Aufbauspieler war jedoch Ergänzungsspieler. Das änderte sich in den folgenden Jahren, Nordberg entwickelte sich zum Leistungsträger. Als er mit Helsingin NMKY in der Saison 1991/92 wieder Meister wurde, hatte er bereits 5,3 Punkte pro Begegnung beigetragen, in der Saison 1992/93 waren es 9,1 Punkte je Begegnung. Nordberg sammelte mit der Mannschaft ebenfalls Europapokalerfahrung.
1997 verließ er sein Heimatland und schloss sich zur Saison 1997/98 dem deutschen Zweitligisten BG Ludwigsburg an. Im Vorfeld des Spieljahres 1998/99 wechselte er zum Bundesligisten Brandt Hagen. Den Durchbruch in der Basketball-Bundesliga schaffte der zweimalige finnische Nationalspieler jedoch nicht, er kam in 15 Bundesliga-Einsätzen auf durchschnittlich 2,5 pro Partie.
Nach seiner Rückkehr zu Helsingin NMKY verbuchte Nordberg in der Saison 1999/2000 seinen besten Punktewert in der Korisliiga, als er 13,3 pro Partie erreichte. In der Saison 2000/01 war er Leistungsträger eines anderen Erstligisten, Componenta Karkkila. Zum Abschluss seiner Laufbahn spielte er von 2002 bis 2004 wieder für Helsingin NMKY, mittlerweile in der zweiten Liga.